# Shady Grove (metrostation)
Shady Grove is het noordwestelijke eindstation aan de Rode lijn van de metro van Washington. Het metrostation is gelegen in de gemeenschap Derwood, iets ten noorden van Rockville, en werd geopend op 25 juli 1984.